# I Don't Love You
I Don't Love You è il terzo singolo estratto dall'album The Black Parade del gruppo My Chemical Romance. La canzone è stata pubblicata accompagnata dal video musicale il 2 aprile 2007.
Arrivando ai vertici di diverse classifiche, I Don't Love You ha riscosso un discreto successo soprattutto in Europa.

## Tracce
Versione 1 (CD promozionale, download digitale)
1. I Don't Love You – 3:58

Versione 2 (CD e disco in vinile)
1. I Don't Love You – 3:58
2. Cancer (Live in Berlin) – 2:37

Versione 3 (disco in vinile)
1. I Don't Love You – 3:58
2. House of Wolves (Live in Berlin) – 2:57

Versione 4 (CD, download digitale)
1. I Don't Love You – 4:00
2. Cancer (Live in Berlin) – 2:39
3. House of Wolves (Live in Berlin) – 2:57

## Classifiche
| Classifica (2007-25) | Posizione massima |
| -------------------- | ----------------- |
| Europa               | 35                |
| Germania             | 89                |
| Irlanda              | 27                |
| Malaysia             | 17                |
| Regno Unito          | 13                |